# Adrien Auzout
Adrien Auzout (Rouen, 28 gennaio 1622 – Roma, 23 maggio 1691) è stato un astronomo francese. Gli è dedicato il cratere Auzout sulla luna.

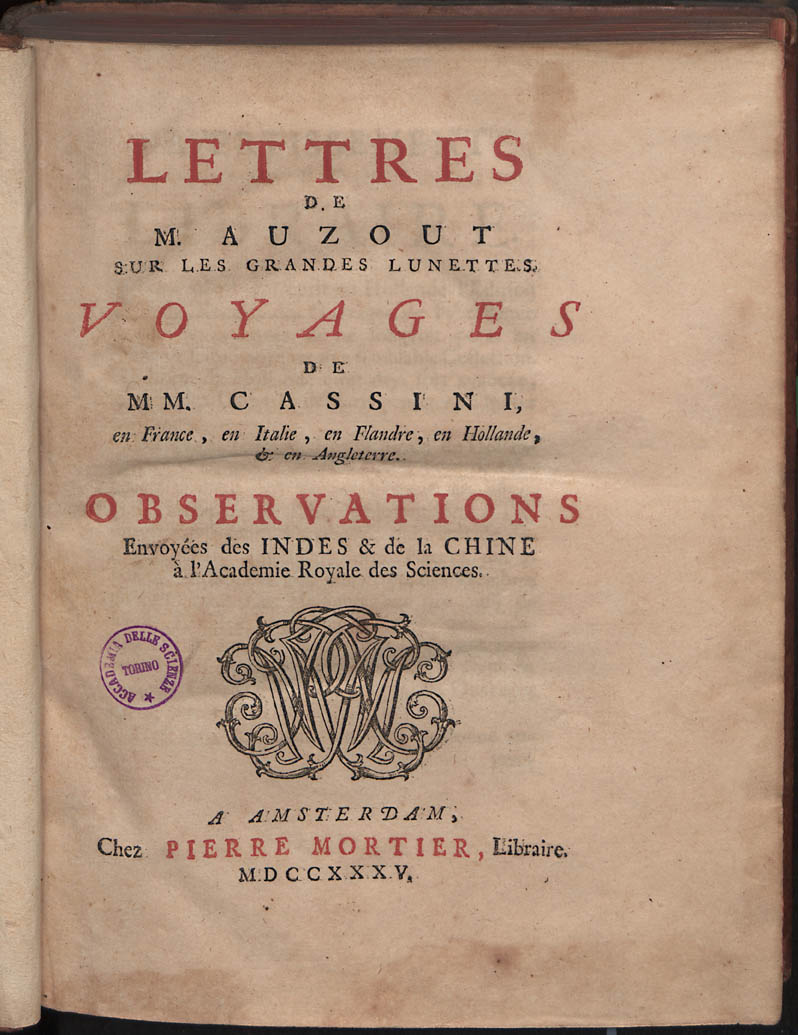
Lettres sur les grandes lunettes, 1735

Era il primogenito di un impiegato della corte di Rouen. Si trasferì a Parigi negli anni 1640, quando si interessò all'astronomia, e diventò ben noto in circoli accademici.
Nel 1664–1665 osservò le comete e sostenne che la loro orbita era ellittica o parabolica, contro il suo rivale Johannes Hevelius. Fu un membro dell'accademia francese delle scienze dal 1666 al 1668 e Fellow of the Royal Society di Londra dal 1666. Passò vent'anni in Italia.

## Opere
- (FR) Adrien Auzout, Lettre à monsieur l'Abbé Charles, sur le Ragguaglio di due nuove osservationi, etc. da Giuseppe Campani, Jean Cusson, 1665.

- (FR) Adrien Auzout, Lettres sur les grandes lunettes, Pieter Mortier, 1735.